# 八家子镇 (阜新县)
八家子镇，是中华人民共和国辽宁省阜新市阜新蒙古族自治县下辖的一个乡镇级行政单位。

## 行政区划
八家子镇下辖以下地区：
八家子村、水泉村、宅山土村、克丑村、七家子村、大板营子村、果树村和欧力营子村。